# Ким Новак
Ким Новак (на английски: Kim Novak) е американска актриса. 

## Биография
Родена е на 13 февруари 1933 година в Чикаго в работническо семейство от чешки произход. Започва кариерата си в киното през 1954 година и през следващата година получава широка известност с главната си роля във филма „Пикник“ („Picnic“, 1955). През 1966 година внезапно прекъсва кариерата си, като участва спорадично в отделни филми, последният от които през 1991 година.

## Избрана филмография
| Година | Филм        | Оригинално заглавие | Роля                             | Режисьор      |
| ------ | ----------- | ------------------- | -------------------------------- | ------------- |
| 1955   | Пикник      | Picnic              | Мадж Оуенс, красавицата на града | Джошуа Логън  |
| 1958   | Световъртеж | Vertigo             | Мадлен Елстър / Джуди Бартън     | Алфред Хичкок |
| 1959   | Посред нощ  | Middle of the Night | Бети Прайсър                     | Делбърт Ман   |